# Bank of China (Hong Kong)

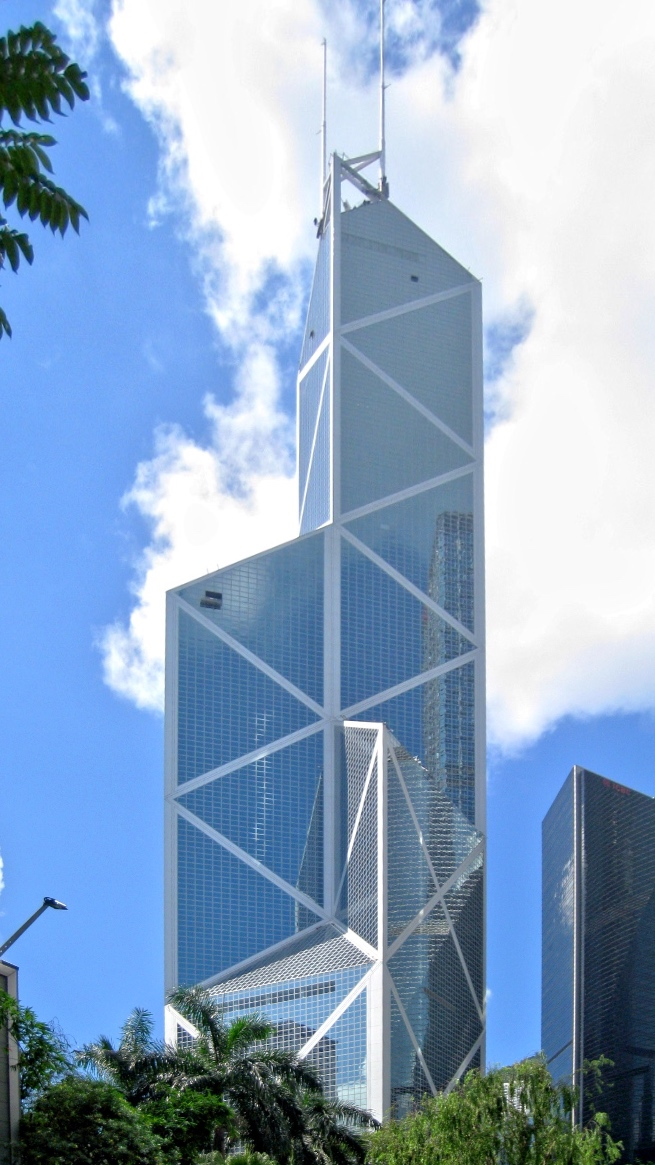
Tour de la Bank of China

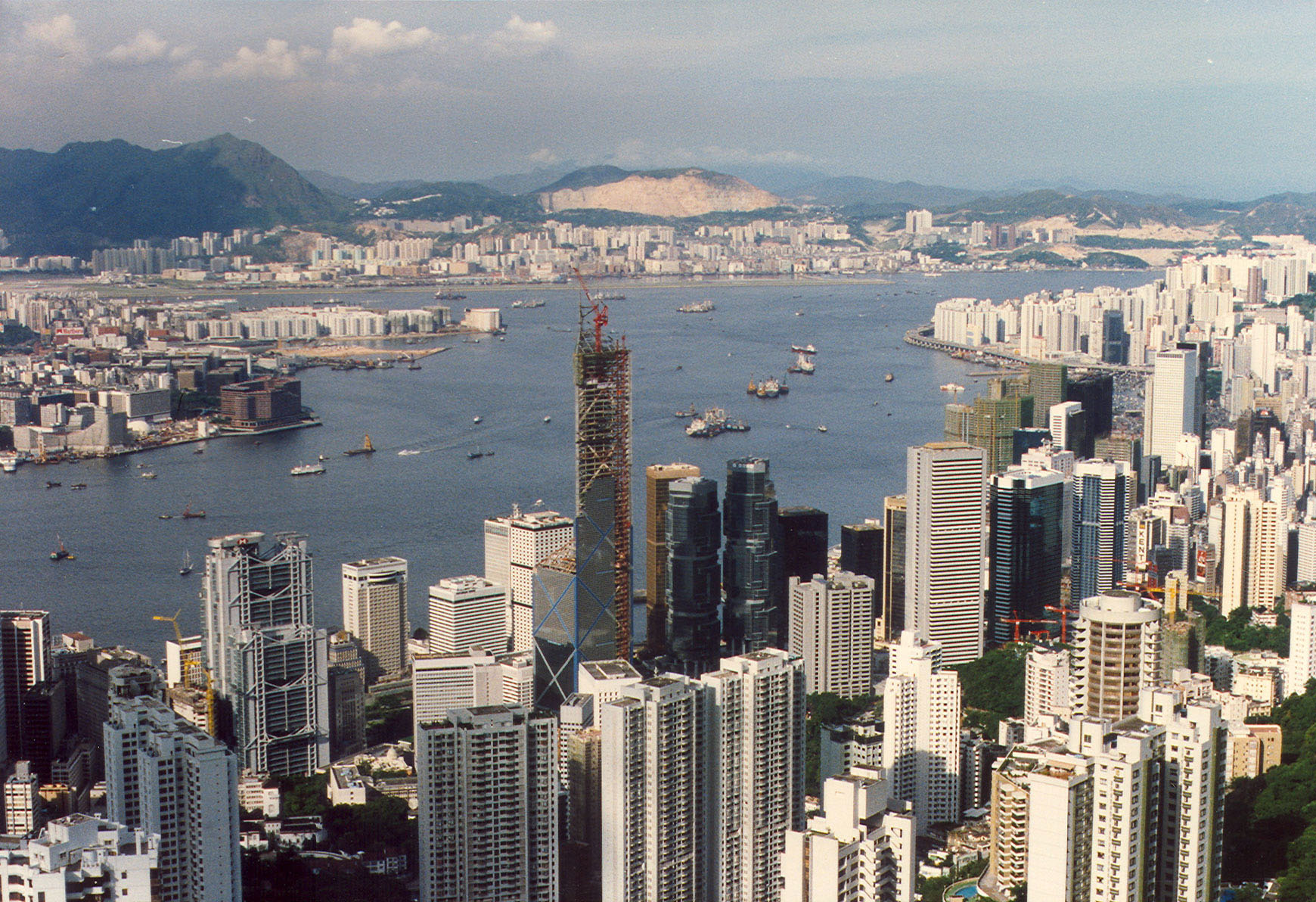
La tour de la Bank of China en construction en 1988, vue des hauteurs de Hong Kong

The Bank of China (Hong Kong) Limited (BOCHK, 中國銀行(香港)有限公司) (HKSE : 2388) (chinois simplifié : 中国银行 ; chinois traditionnel : 中國銀行 ; pinyin : Zhōngguó Yínháng; souvent abrégée 中行) est une des quatre grandes banques commerciales de la République populaire de Chine. 
Elle est le second plus grand groupe de banque, en termes d'actifs et de dépôts, avec plus de 300 succursales à Hong Kong. Le groupe est né le 1er octobre 2001, de la fusion de douze succursales et partenaires de la Bank of China à Hong Kong, et est coté à la bourse de Hong Kong depuis octobre 2002. Fin 2003, la banque possédait un montant de 763 milliards de dollars de Hong Kong (HKD) en actifs et réalisa un profit net de 8 milliards de HKD sur cette année.
La BOCHK est l'une des trois banques autorisées à émettre des dollars de Hong Kong, le membre le plus important du système de paiement et de guichets automatiques JETCO, ainsi que la banque désignée par Hong Kong pour les transactions impliquant la monnaie de la République populaire de Chine, le renminbi. En termes juridiques, elle est indépendante de la Bank of China (BOC) sur le continent, bien que les deux banques maintiennent un lien étroit en ce qui concerne la gestion et l'administration et qu'elles coopèrent sur plusieurs domaines, parmi lesquels la revente des services d'assurance et de sécurité financière. Les deux banques partagent également leur siège à Hong Kong, la tour de la Bank of China, qui culmine à 315 mètres.

## Histoire

### Groupe Bank of China
L'ouverture d'une succursale de la Banque of China à Hong Kong en 1917 a marqué l'entrée des entreprises publiques chinoises dans le secteur bancaire de Hong Kong. Les autres banques ont suivi quelque temps après, la première fut la Yien Yieh Commercial Bank en 1918. Lorsque la République populaire de Chine fut créée en 1949, il y avait quinze succursales de banques chinoises publiques à Hong Kong, plus des succursales de neuf banques du Continent chinois qui étaient des coentreprises semi-publiques. De plus, le gouvernement Chinois a créé la Po Sang Bank en 1949 et la Nanyang Commercial Bank en 1950. Ces deux entreprises ont été fondées à Hong Kong.
En 1952, les neuf banques publiques (Sin Hua Bank, China & South Sea Bank, Kincheng Banking Corporation, China State Bank, la National Commercial Bank, Yien Yieh Commercial Bank, Young Brothers Banking Corporation, Wo Sang Bank et la National Industrial Bank of China) ont été regroupées dans l’Office des Banques Semi-publiques. Les succursales hongkongaises des trois dernières banques citées ci-dessus ont été fermées en 1954 lorsque leurs sociétés mères ont été fermées par le gouvernement central, et la gestion des six autres banques semi-publiques a été transférée au Bureau régional de Hong Kong et Macao de la Bank of China en 1958. La Bank of China a plus tard pris le contrôle des succursales hongkongaises des Kwangtung Provincial Bank, Hua Chiao Commercial Bank et Bank of Communications (HKSE: 3328).
En juin 1975, Bank of China a déménagé pour augmenter le capital des banques semi-publiques. Comme tout le nouveau capital provenait du gouvernement Chinois, la part des actionnaires privés dans les banques semi-publiques a été considérablement réduite, dans certains cas à moins de 1 %.
Les quatorze banques ont adopté une identité commune, « Groupe Bank of China », dans les années 1980, après qu'une plateforme informatique commune soit mise en place. Les opérations de trésorerie et de change furent aussi centralisées. Toutefois, les banques ont conservé leur propre hiérarchie.

### Restructuration et introduction en Bourse
La branche de Hong Kong de Bank of Communications s'est séparée du Groupe Bank of China en 1998. Le Groupe Bank of China a commencé à restructurer ses opérations en 1999 en préparation à une introduction en bourse. Tous les actionnaires minoritaires (en dehors de ceux de Chiyu) furent rachetés par la Bank of China. Le plan de restructuration a reçu l'approbation de la Banque populaire de Chine et fut lancé en janvier 2001.
La restructuration a vu toutes les opérations en République populaire de Chine fusionnées à l'intérieur de la Po Sang Bank, qui fut alors immédiatement renommée Bank of China (Hong Kong) Limited. Les Nanyang Commercial Bank et Chiyu Banking Corporation, basées à Hong Kong devinrent filiales de Bank of China (Hong Kong) Limited. Il a fallu modifier la loi pour effectuer la fusion, étant donne que Hong Kong n'autorise pas les fusions via ‘'unification des intérêts’’, une procédure répandue aux États-Unis. La loi pour la fusion de Bank of China (Hong Kong) Limited fut approuvée par le Conseil législatif de Hong Kong le 12 juillet 2001, et la fusion fut terminée le 1er octobre 2001.

## Structure de l'Entreprise et BOC Hong Kong Holdings
BOCHK est listée sous le nom BOC Hong Kong (Holdings) Limited (BOCHK Holdings), une holding détenant 100 % de BOCHK. La holding est cotée à la Bourse de Hong Kong et en tant qu'American Depository Receipt aux États-Unis sous le symbole BHKLY. BOCHK Holdings fait partie du Hang Seng Index. Le listing de BOCHK Holdings en Juillet 2002 fut la première introduction dans une bourse internationale d'une banque de République populaire de Chine ; jusqu'ici, les autres banques Chinoises étaient introduites sur le marche domestique Chinois (Actions A). 
En 2003, BOCHK Holdings a réalisé 11,6 milliards de dollars de Hong-Kong de résultat d'exploitation et 8 milliards de bénéfice net. Au 7 juin 2006, 65,805 % de BOCHK Holdings étaient détenus par Bank of China, elle-même détenue a 69,265 % par Central Huijin Investment, une entreprise d'investissement détenue a 100 % par le Gouvernement de la République populaire de Chine.

## Activités
BOCHK propose un éventail de produits financiers et de services à ses clients individuels et entreprises, similaire à celui offert par la plupart des banques commerciales. Elle est principalement réputée pour ses activités d'épargne (accepter les dépôts de clients individuels pour prêter aux entreprises) même si elle s'est ouverte à d'autres activités comme les prêts personnels, la gestion de fortune et d'autres services financiers ces dernières années. C'est le plus grand réseau bancaire d'Hong Kong avec plus de 200 branches et 450 guichets automatiques.
BOCHK est le plus gros prêteur de crédits immobiliers à Hong Kong sur le marché secondaire ; la Hang Seng Bank étant la plus importante sur le marché primaire. BOCHK revend en fait les  assurances-vie, assurances de biens, fonds de pension et autres services de gestion d'actifs de sa maison-mère, la Bank of China.
En République populaire de Chine, BOCHK exploitait quatorze agences (en juillet 2005) indépendamment de sa maison mère. BOCHK était sous le régime des banques étrangères (chinois : 境外銀行) pour des raisons de régulation du fait que son siège soit situé à Hong Kong. Toutefois, en partie pour éliminer la confusion entre elle et sa maison-mère, toutes ses activités en République populaire de Chine ont été reprises par la Nanyang Commercial Bank en 2007.

### Banque de compensation du Renminbi
La BOCHK a été désignée comme banque de compensation pour les transactions impliquant le Renminbi (RMB, la monnaie de la République populaire de Chine) à Hong Kong depuis février 2004. Cela signifie que la BOCHK agit comme agent de règlement pour les billets et fonds en RMB à Hong Kong et d'intermédiaire entre les banques situées à Hong Kong ou en République populaire de Chine et la Banque centrale de la République populaire de Chine. En échange, la BOCHK ponctionne 0,125 % de tous les dépôts en RMB a Hong Kong qui sont rapatriés en République populaire de Chine.
C'est le 18 novembre 2003 que le Chef de l'exécutif de Hong Kong a annonce que la People's Bank of China avait accepté de proposer des accords de compensation. C'est la première fois que le Renminbi, présent sur la Balance courante mais pas sur la Balance des capitaux a pu être compensé en dehors de la République populaire de Chine. Cette activité autour du Renminbi inclut l'ouverture de comptes courants, l'échange de devises, les versements et les cartes bancaires en RMB. Les banques de Hong Kong furent invitées à postuler pour devenir banque de compensation du RMB ; la Banque Centrale Chinoise a choisi BOCHK pour ce rôle et pour une durée de trois ans.
Selon la Hong Kong Monetary Authority, les principales responsabilités de la banque de compensation sont :
- L'ouverture de comptes de règlement en RMB pour les banques participants pour les dépôts et les retraits de fonds en RMB ;
- L'ouverture d'un compte de règlement avec la sous-branche de la Banque Centrale Chinois à Shenzhen pour centraliser les dépôts et retraits de fonds en RMB de la Banque de Compensation et des banques participantes ;
- Collecter et distribuer les billets de banque en RMB ;
- Fournir des services de compensation pour les versements en RMB et les cartes bancaires en RMB émises par les banques de Hong Kong ;
- Fournir des services aux banques participantes pour qu'elles puissent couvrir leurs positions ouvertes en RMB résultant de l'échange de RMB en Dollars de Hong Kong et Vice Versa.

### Nanyang Commercial Bank

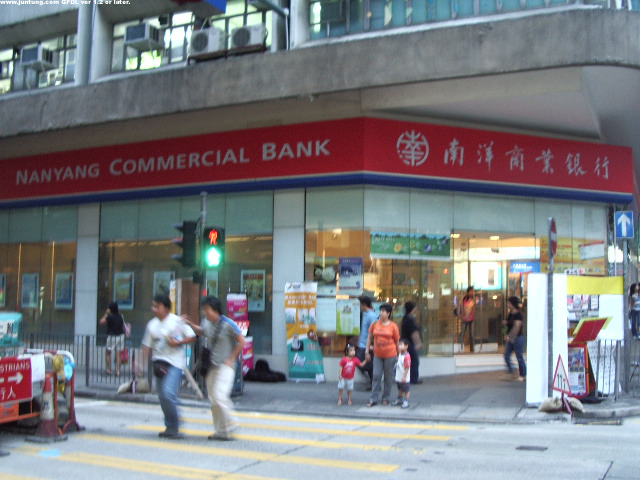
Agence de la Nanyang Commercial Bank à Kennedy Town, Hong Kong.

Fondée en 1950 à Hong Kong, la Nanyang Commercial Bank est une filiale détenue à 100 % par BOCHK, disposant de 41 succursales. Nanyang cible les clients professionnels, en particulier les PME. Elle est également très appréciée parmi les communautés chinoises à l'outremer, en particulier en Asie du Sud-Est. Elle dépend de la BOCHK pour ses activités de trésorerie et son support Informatique. En 2007, elle a repris les activités de la BOCHK en République populaire de Chine, pour les individuels comme pour les entreprises.

### JETCO
JETCO (en chinois : 銀通) (Joint Electronic Teller Services Limited) est le plus grand réseau de guichets automatiques à Hong Kong et Macao, avec près de 1 700 distributeurs. JETCO a été fondé par BOCHK en 1982 avec la Bank of East Asia, Chekiang First Bank, Shanghai Commercial Bank et Wing Lung Bank, et à présent il fournit toutes les banques commerciales à Hong Kong et Macao, à l'exception de HSBC et Hang Seng Bank, qui ont leur propre système. JETCO se connecte avec le réseau d'UnionPay sur le Continent chinois : les propriétaires de carte JETCO peuvent retirer l'argent RMB cash at UnionPay machines dans les principales villes sur le continent chinois, alors que les propriétaires de carte UnionPay peuvent retirer du liquide aux guichets automatiques JETCO à Hong Kong (jusqu'à environ 4 500 HKD par jour).

### Chiyu Banking Corporation
Fondée en 1947 par Tan Kah Kee, un Chinois de l'étranger, la Chiyu Banking Corporation Limited dispose de vingt-trois succursales à Hong Kong et se concentre sur le service de la communauté des résidents Hongkongais originaires du Fujian.
La Chiyu a été explicitement créée par Chen pour créer une entreprise rentable dont les profits seraient dédiés à des projets d’éducation à Xiamen et dans le reste de la province du Fujian en Chine. Depuis sa fondation, elle a consacré plus d'un milliard de dollars de Hong Kong à l’éducation de cette province, en premier lieu en finançant l'université Jimei et les écoles qui lui sont liées.

### Autres activités
La BOCHK possède aussi une agence de voyages connue sous le nom de BOC Travel Services. C'est un héritage de son acquisition de la Nanyang Commercial Bank, qui possédait une agence de voyages pour le confort de ses clients du Sud-Est Asiatique.

## Billets de banque
Même si ce n’est pas une banque centrale, la BOCHK émet les billets de banque de Hong Kong. Sous la réglementation actuelle, la plupart des billets de banque en dollars de Hong Kong ne sont pas émis par une banque centrale ou une autorité monétaire, mais par trois banques commerciales ayant une licence spéciale : la Bank of China, HSBC et Standard Chartered Bank (Hong Kong).
La Bank of China a commencé à émettre des billets en dollar de Hong Kong le 1er mai 1994, sous le nom de « Bank of China Hong Kong Branch ». Après la fusion de la banque et sa restructuration en 2001, une nouvelle série de billets portant le nom « Bank of China (Hong Kong) » est entrée en circulation en 2004. D’après la Loi pour la fusion de Bank of China (Hong Kong) Limited, les billets issus par la Bank of China avant sa fusion restent légaux et sont sous la responsabilité de la nouvelle Bank of China (Hong Kong). En tant qu’une des trois banques émettrice de billets, la BOCHK est aussi présidente tournante de la Hong Kong Association of Banks, le principal lobby des banques commerciales de Hong Kong.

## Tour de la Bank of China

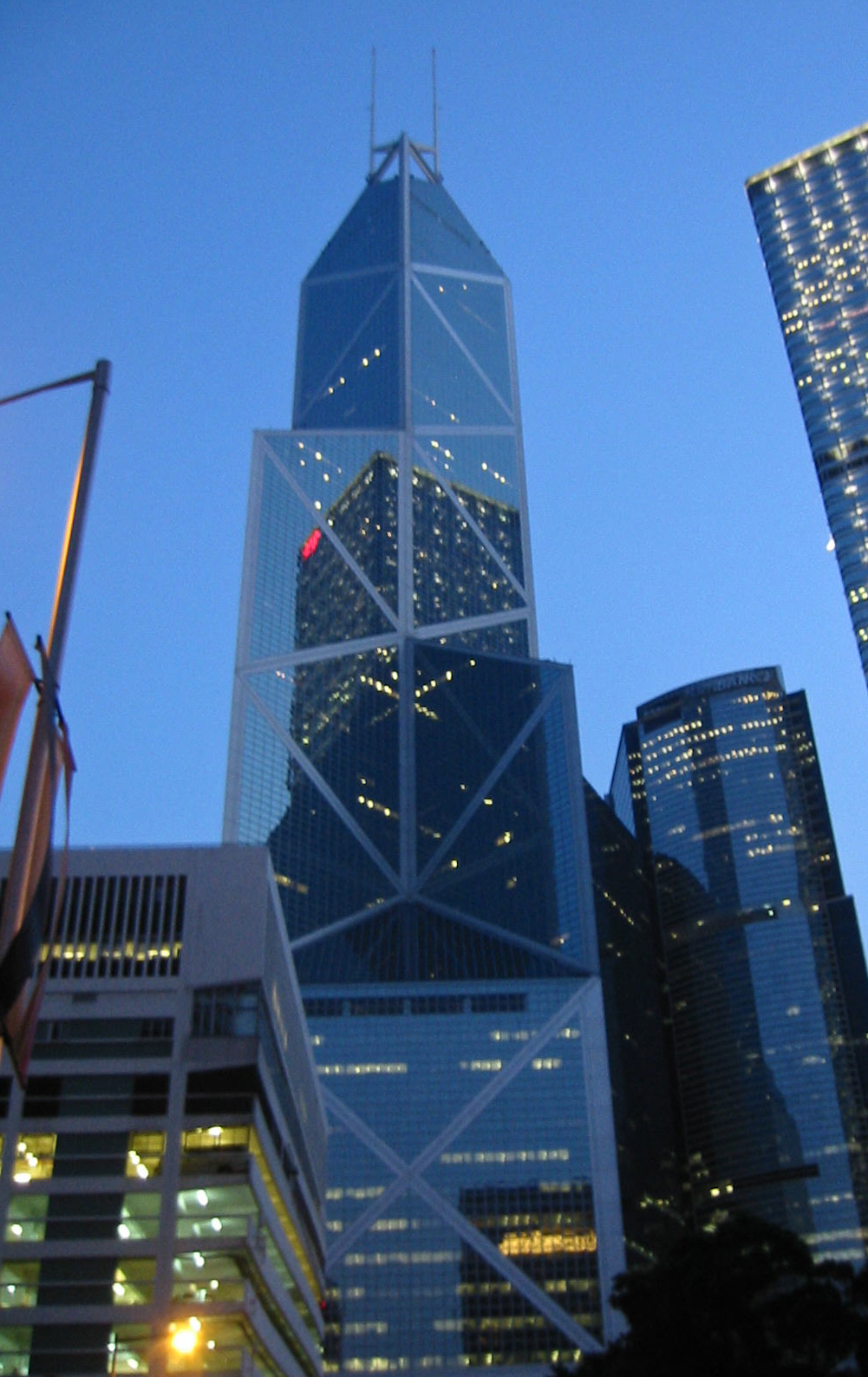
La tour de la Bank of China de nuit.

La tour de la Bank of China, située dans le district Central, héberge les quartiers généraux de Bank of China Hong Kong. Conçu par Ieoh Ming Pei, l’immeuble de soixante-dix étages est haut de 315 mètres et est surplombé de deux antennes portant sa hauteur totale à 368 mètres. La construction a commencé en 1985 et l'immeuble fut terminé en 1989, son ouverture officielle ayant eu lieu le 17 mai 1990.
La tour est le premier immeuble en dehors de l'Amérique du Nord à dépasser les 305 mètres, et fut le plus haut immeuble de Hong Kong et d’Asie jusqu’en 1992. Un petit espace d’observation au 43e étage est ouvert au public, les visites pour l’espace d’observation principal au 70e étage ne sont accessibles que sur réservation.
L'expressionnisme structurel adopté pour la conception du bâtiment ressemble à la croissance de pousses de bambou, symbolisant les moyens d'existence et la prospérité. Toute la structure est supportée par cinq colonnes en acier situées aux coins de la tour, avec les cadres triangulaires transférant le poids de la structure sur ces cinq colonnes. Elle est couverte de murs de verre. Si son apparence distinctive en fait l'un des plus identifiables lieux de Hong Kong, elle fut source de controverse, comme la banque est le seul édifice majeur à Hong Kong pour avoir contourné la convention de consultation des maîtres de feng shui au cours de sa conception.

## Gouvernance
Un des objectifs de la restructuration de BOCHK était d’améliorer drastiquement la gouvernance et la gestion des risques. Les problèmes de gouvernance de la BOCHK ont été abondamment rapportés dans les médias en 2003 et 2004 à la suite d’accusations de mauvaise conduite. La BOCHK a réorganisé et renforcé par la suite ses contrôles internes, et remplacé de nombreux directeurs afin de redorer sa réputation mondiale.

### Liu Jinbao
Un ancien PDG de BOCHK, Liu Jinbao, fut rappelé de manière brutale à Pékin pour devenir vice-président de Bank of China en mai 2003. Une enquête a montré plus tard que Liu avait effectué des « délits financiers » en rapport avec son poste précédent en tant que responsable de la branche de Shanghai de la Bank of China. Liu a par conséquent été renvoyé de son poste,. Liu, ainsi que trois autres responsables auraient « distribué de manière non autorisée pour enrichissement personnel » des fonds appartenant à la Bank of China avant que BOCHK ne soit créée. Le quotidien gratuit The Standard estime que le montant en jeu était d’environ 30 millions de dollars de Hong Kong.

### Le prêt du nouveau Nongkai
Un comité spécial mandaté par BOCHK après consultation avec la Hong Kong Monetary Authority a estimé que l’octroi d’un prêt relais d'1,77 milliard de dollars de Hong Kong à Chau Ching-ngai (parfois écrit « Zhou Zhengyi »), impliquait des « risques identifiés dès le départ qui n’ont pas été traités correctement » et que le prêt a été octroyé malgré de « sérieuses réserves exprimées par le Département de gestion des risques de la BOCHK ». Liu Jinbao a été très critiqué par le comité et un vice-PDG, Or Man-ah, est parti à la retraite de manière précipitée à cause de cette affaire.